# Catherine Fournier (femme politique québécoise)
Pour les articles homonymes, voir Catherine Fournier et Fournier.
Catherine Fournier, née le 7 avril 1992 à Sainte-Julie, est une femme politique québécoise.
Elle est députée à l'Assemblée nationale du Québec de la circonscription de Marie-Victorin de 2016 à 2021. Elle est la plus jeune femme à avoir été élue députée à l'Assemblée nationale du Québec. Lors des élections municipales de 2021, elle est élue mairesse de Longueuil, devenant également la plus jeune femme élue mairesse de la ville.

## Biographie

### Études
Née le 7 avril 1992 à Sainte-Julie, Catherine Fournier est diplômée de l'Université de Montréal. Elle est détentrice d'un baccalauréat composé d'une majeure en sciences économiques et d'une mineure en science politique. Préalablement, elle a obtenu son diplôme d'études collégiales au Cégep du Vieux Montréal en sciences humaines, profil questions internationales, après avoir complété un échange étudiant de 6 mois aux États-Unis dans le cadre du programme American Field Service (AFS).

### Carrière politique

#### Militantisme
D'abord représentante jeune du Parti québécois dans les circonscriptions de Marguerite d'Youville puis de Verchères, Catherine Fournier multiplie les implications militantes entre 2011 et 2015, notamment comme membre du conseil d'administration de la Société Saint-Jean-Baptiste de Montréal (SSJBM), comme responsable du contenu au Forum jeunesse du Bloc québécois (FJBQ), ainsi que comme présidente du Mouvement des étudiants souverainistes de l'Université de Montréal (MÉSUM).

#### Candidate et attachée politique
Candidate pour le Bloc québécois dans Montarville aux élections fédérales de 2015, elle échoue à être élue en terminant deuxième avec 28,42 %, derrière le libéral Michel Picard, mais devant la députée néo-démocrate sortante. À la suite de la démission de Gilles Duceppe de la chefferie du Bloc québécois, elle remplace Monique Pauzé, élue dans Repentigny, en tant que vice-présidente du parti.
Elle quitte peu après son poste de vice-présidente pour travailler au cabinet du chef de l'opposition officielle à l'Assemblée nationale du Québec, Pierre Karl Péladeau. En juin 2016, elle annonce qu'elle sera candidate à l'investiture du PQ dans la circonscription de Marie-Victorin, à la suite de la démission de Bernard Drainville. Elle est finalement désignée candidate en septembre 2016, s'imposant face à la comédienne Sophie Stanké, au gestionnaire financier Philippe Cloutier, au syndicaliste Nicolas Dionne, à l'ancien journaliste Carl Gilbert et au juriste Mathieu Marcotte, au terme d'une assemblée d'investiture chaudement disputée.

#### Députée de Marie-Victorin
L'élection partielle a lieu le 5 décembre 2016 et Catherine Fournier est élue en obtenant 52,49 % des suffrages. Âgée de 24 ans, elle devient alors la plus jeune femme députée de l'histoire de l'Assemblée nationale du Québec, devançant Elsie Lefebvre, qui avait été élue en 2004 à l'âge de 25 ans.
Le 13 janvier 2017, elle est nommée porte-parole de l'opposition officielle en matière d'habitation et de protection des consommateurs.
Le 6 septembre 2017, elle ajoute à ses dossiers parlementaires la condition féminine et les relations avec la communauté LGBTQ+.
Le 2 février 2018, dans le cadre d'un remaniement majeur des responsabilités chez les députés de l'opposition officielle, elle devient porte-parole du Parti québécois en matière d'immigration et de diversité, de jeunesse, de condition féminine et responsable des relations avec la communauté LGBTQ+.

#### Publication deL'audace d'agiret tournée du Québec
Le 14 novembre 2017, elle publie le livre L'Audace d'agir aux éditions Somme toute, un appel à l'engagement des jeunes de sa génération, les milléniaux. Au cours de l'hiver et du printemps 2018, elle visite près d'une quarantaine d'institutions collégiales et universitaires dans 15 des 17 régions administratives du Québec. À la suite de sa tournée, elle publie un rapport faisant état des priorités des jeunes qu'elle a rencontrés.

#### Réélection en 2018 et départ du Parti québécois
Catherine Fournier est réélue députée de Marie-Victorin lors des élections générales québécoises du 1er octobre 2018, après une lutte serrée qui lui donne la victoire par 705 votes. Elle est la seule candidate du Parti québécois à être élue dans l'ensemble de la région du Grand Montréal.
Le caucus péquiste étant réduit à dix députés, elle est nommée le 22 octobre 2018 porte-parole du deuxième groupe d'opposition en matière de transports, d'économie, d'immigration et de diversité, d'institutions démocratiques, de condition féminine et responsable des relations avec les OUI-Québec, les Organisations unies pour l'indépendance du Québec.
Le 11 mars 2019, elle annonce qu'elle quitte le caucus du Parti québécois pour siéger à titre de députée souverainiste indépendante, arguant que son parti n'est « n'est tout simplement pas le véhicule adéquat pour permettre au Québec de devenir un pays ».
Le 29 mai 2019, elle dépose officiellement la Constitution citoyenne du Québec en chambre auprès de la ministre Sonia LeBel, responsable alors de la réforme des institutions démocratiques. Ce projet de constitution, écrite par des citoyens tirés au hasard, émane de l'aventure Constituons! mené par l'homme de théâtre Christian Lapointe et conduit par l'Institut du Nouveau Monde.

#### Publication deLe Projet Ambition Québec: S'organiser pour l'indépendance
Le 19 novembre 2019, elle publie un deuxième livre, Le Projet Ambition Québec : S'organiser pour l'indépendance, aux éditions Somme toute, dans lequel elle propose « une feuille de route et quelques pistes de solution pour que le mouvement souverainiste retrouve sa capacité de gagner ».

#### Mairie de Longueuil
Le 29 avril 2021, elle annonce qu'elle sera candidate à la mairie de la ville de Longueuil aux élections municipales du 7 novembre 2021, municipalité où se situe la circonscription qu'elle représente à l'Assemblée nationale depuis 2016 mais ne démissionne toutefois pas de son poste à l'Assemblée nationale. Elle annonce la formation d'un nouveau parti politique municipal, Coalition Longueuil-Équipe Catherine Fournier.
Le 7 novembre 2021, elle est élue mairesse et son parti remporte 13 sièges dans les 15 districts électoraux. Elle devient la plus jeune mairesse à être élue à Longueuil ainsi que dans une grande ville du Québec,.

### Implication contre les agressions sexuelles
Le 18 avril 2023, Catherine Fournier révèle publiquement avoir été agressée sexuellement par son ancien collègue, le député Harold LeBel. Elle explique avoir fait lever l'ordonnance de non-publication qui protégeait son identité comme victime pour permettre la diffusion du documentaire Témoin C.F., dans lequel elle relate son expérience et son parcours au sein du système judiciaire. Le documentaire représente pour la femme politique une manière de reprendre les rênes de son histoire et de contribuer à la sensibilisation et la démystification aux enjeux en lien avec les agressions sexuelles.
Dans le documentaire, Catherine Fournier rappelle que l'ordonnance de non-publication de son nom avait été transgressée par le bulletin de nouvelles de Noovo, lors de l'arrestation de son agresseur le 15 décembre 2020. Son nom a également été révélé par l'ancien député péquiste Stéphane Bédard, à l'émission La Joute. Catherine Fournier a sollicité les services d'un avocat au civil pour envoyer une mise en demeure à Stéphane Bédard, mais les deux parties sont finalement arrivées à une entente. Bédard s'est excusé publiquement et a fait un don de 10 000 $ aux centres d'aide et de lutte contre les agressions à caractère sexuel (CALACS) en guise de réparation.
Dans une lettre ouverte publiée à l'occasion de sa sortie publique, elle souligne la qualité de l'accompagnement qu'elle a reçu de la part du système de justice, mais elle appelle à une plus grande responsabilisation de toutes les parties impliquées dans le respect des ordonnances de non-publication. Elle s'interroge d'ailleurs sur le bien-fondé et la pertinence d'un jury pour ce genre de causes, soulignant que les juges d'aujourd’hui sont davantage sensibilisés aux agressions sexuelles et que témoigner devant un jury peut être une expérience éprouvante pour une victime.

## Résultats électoraux
|                          | Catherine Fournier       | Coalition Longueuil      | 37 125  | 61,31 |  |  |
|                          | Josée Latendresse        | Longueuil Ensemble       | 11 251  | 18,58 |  |  |
|                          | Jean-Marc Léveillé       | Longueuil citoyen        | 8 449   | 13,95 |  |  |
|                          | Jacques Létourneau       | Action Longueuil         | 3 732   | 6,16  |  |  |
|                          |                          |                          |         |       |  |  |
| Suffrages exprimés       | Suffrages exprimés       | Suffrages exprimés       | 60 557  | 98,87 |  |  |
| Votes nuls               | Votes nuls               | Votes nuls               | 690     | 1,13  |  |  |
| Total                    | Total                    | Total                    | 61 247  | 100   |  |  |
| Abstention               | Abstention               | Abstention               | 118 603 | 65,95 |  |  |
| Inscrits / participation | Inscrits / participation | Inscrits / participation | 179 850 | 34,05 |  |  |

|                                                                                               | Nom                           | Parti                | Nombre de voix | %      | Maj. |
| --------------------------------------------------------------------------------------------- | ----------------------------- | -------------------- | -------------- | ------ | ---- |
|                                                                                               | Catherine Fournier (sortante) | Parti québécois      | 8 952          | 30,8 % | 705  |
|                                                                                               | Martyne Prévost               | Coalition avenir     | 8 247          | 28,4 % | -    |
|                                                                                               | Carl Lévesque                 | Québec solidaire     | 6 295          | 21,7 % | -    |
|                                                                                               | Sonia Ziadé                   | Libéral              | 4 418          | 15,2 % | -    |
|                                                                                               | Laeticia Poiré-Hill           | Vert                 | 625            | 2,2 %  | -    |
|                                                                                               | Myriam de Grandpré-Ruel       | NPD Québec           | 310            | 1,1 %  | -    |
|                                                                                               | Shirley Cedent                | Changement Intégrité | 98             | 0,3 %  | -    |
|                                                                                               | Pierre Chénier                | Marxiste-léniniste   | 60             | 0,2 %  | -    |
|                                                                                               | Florent Portron               | Équipe autonomiste   | 45             | 0,2 %  | -    |
| Total                                                                                         | Total                         | Total                | 29 050         | 100 %  |      |
| Le taux de participation lors de l'élection était de 62,9 % et 546 bulletins ont été rejetés. |                               |                      |                |        |      |

|                                                                                               | Nom                       | Parti                        | Nombre de voix | %      | Maj.  |
| --------------------------------------------------------------------------------------------- | ------------------------- | ---------------------------- | -------------- | ------ | ----- |
|                                                                                               | Catherine Fournier        | Parti québécois              | 6 302          | 52,5 % | 4 599 |
|                                                                                               | Carl Lévesque             | Québec solidaire             | 1 703          | 14,2 % | -     |
|                                                                                               | Julie Chapdelaine         | Coalition avenir             | 1 699          | 14,2 % | -     |
|                                                                                               | Normand Parisien          | Libéral                      | 1 613          | 13,4 % | -     |
|                                                                                               | Vincent J. Carbonneau     | Vert                         | 315            | 2,6 %  | -     |
|                                                                                               | Fabien Villemaire         | Option nationale             | 109            | 0,9 %  | -     |
|                                                                                               | Roch Dumont               | Travailliste                 | 101            | 0,8 %  | -     |
|                                                                                               | Hoang Nam Nguyen          | Conservateur                 | 90             | 0,7 %  | -     |
|                                                                                               | Shirley Cedent            | Changement Intégrité         | 30             | 0,2 %  | -     |
|                                                                                               | Florent Portron           | Équipe autonomiste           | 22             | 0,2 %  | -     |
|                                                                                               | Étienne Turgeon Pelletier | Parti indépendantiste (2008) | 21             | 0,2 %  | -     |
| Total                                                                                         | Total                     | Total                        | 12 005         | 100 %  |       |
| Le taux de participation lors de l'élection était de 25,7 % et 147 bulletins ont été rejetés. |                           |                              |                |        |       |

|       | Candidat                  | Parti             | # de voix | % des voix |
|       | Stéphane Duranleau        | Conservateur      | +06 284,  | 10,85 %    |
|       | Catherine Fournier        | Bloc québécois    | +16 460,  | 28,42 %    |
|       | Michel Picard             | Libéral           | +18 848,  | 32,54 %    |
|       | Djaouida Sellah (sortant) | NPD               | +14 296,  | 24,68 %    |
|       | Olivier Adam              | Vert              | +01 388,  | 2,4 %      |
|       | Claude Leclair            | Parti libertarien | +00640,   | 1,11 %     |
| Total | Total                     | Total             | 57 916    | 100 %      |

## Œuvres
- L'audace d'agir, Éditions Somme Toute, 2017 (ISBN 9782924606711, présentation en ligne)
- Le Projet Ambition Québec, s'organiser pour l'indépendance, Éditions Somme Toute, 2019 (ISBN 9782897941215, présentation en ligne)
- Collectif, Projet Ambition Québec : Le Manifeste, Éditions Somme Toute, 2020 (ISBN 9782897941192, présentation en ligne)